# 拉馬克主義
拉馬克主義（法語：Lamarckisme），亦稱拉馬克學說或拉馬克式演化，是法國生物學家拉马克在1809年發表的《動物哲學》（法語：Philosophie zoologique，亦譯作《動物學哲學》）中首先提出的生物演化理论，其基礎是「獲得性遺傳」（Inheritance of acquired traits）和「用进废退说」（use and disuse），拉馬克認為這既是生物產生突变的原因，又是適應環境的過程。

## 理论
「用进废退说」和「獲得性遺傳」是拉马克进化学说中的组成部分。拉马克认为，生物体随外界环境变化做出适应性改变，并将获得的有利性状稳定遗传给后代。反对者认为这一理论缺乏直接的分子生物学证据，未能让人信服，此后该理论被达尔文的自然选择等进化论取代。

### 用进废退说
拉馬克认为，生物经常使用的器官會逐渐发达，如鐵匠的手臂較粗，而不使用的器官會逐渐退化。

### 獲得性遺傳
拉馬克认为，用进废退这种后天获得的性状是可以遗传的，因此生物可把後天鍛練的成果遺傳給下一代。如长颈鹿的祖先原本是短頸的，但是为了要吃到高树上的叶子经常伸长脖子和前腿，通过遗传而演化为现在的长颈鹿。又例如上一代是為舉重選手，則子代應遺傳得到父母之強健肌肉。

## 质疑
反对者认为，拉馬克的理論经不起古典遺傳學（孟德爾遺傳學）的推敲。德國的科學家奥古斯特·魏斯曼曾經做過一個實驗：將雌、雄的老鼠尾巴都切斷後，再讓其互相交配來產生子代，而生出來的結果也依舊都是有尾巴的。再切除了尾巴，將這些沒有尾巴的子代互相交配產生下一代，而下一代的老鼠也仍然是有尾巴的。他一直這樣重複進行，至第二十一代的子代仍然有尾巴。但实际上，这个实验是人为破坏生物肢体，与拉马克所说的生物在一定环境条件下器官逐渐用进废退是不同的。

## 現代觀點
過去認為，分子遺傳學表明，生物的性狀功能無論再常用或不常用，也不會編碼到染色體中。由於基因在拉馬克的學說中不為參考因素，較不符合現代的遺傳學，因此在目前的科學界中，拉馬克的學說普遍不被接受。目前，較能解釋生物的演化的學說為查尔斯·达尔文所提出的天擇說。
但是，現代生物學研究發現確實有些後天獲得的資訊可以傳給下一代，例如表觀遺傳學中的DNA甲基化和組蛋白修飾，還有可以自親代學習的食性偏好、擇偶偏好、求偶信號等等。甚或是因為生物存在某「偏好」，導致病毒對基因的修改被遺傳下來，目前演化生物學界仍在爭論對這些機制在生物演化中的重要性。
這些新發現表明，拉馬克主義在一定程度上是正確的。